# Silene sedoides
Silene sedoides är en nejlikväxtart. Silene sedoides ingår i släktet glimmar, och familjen nejlikväxter.

## Underarter
Arten delas in i följande underarter:
- S. s. runemarkii
- S. s. sedoides